# Nikodimský maják (osada)
Nikodimský maják (rusky: Никодимский маяк) je osada na pobřeží poloostrova Kola na Nikodimském mysu v Terském rajónu (okresu) v Murmanské oblasti v Rusku. Spadá pod vesnici Varzuga (Варзуга). 
V roce 2002 zde žilo 5 obyvatel, v roce 2010 tři obyvatelé. Spojení s okolními osadami a vesnicemi letecky.
V blízkosti osady stojí stejnojmenný maják.